# Olaf Henning

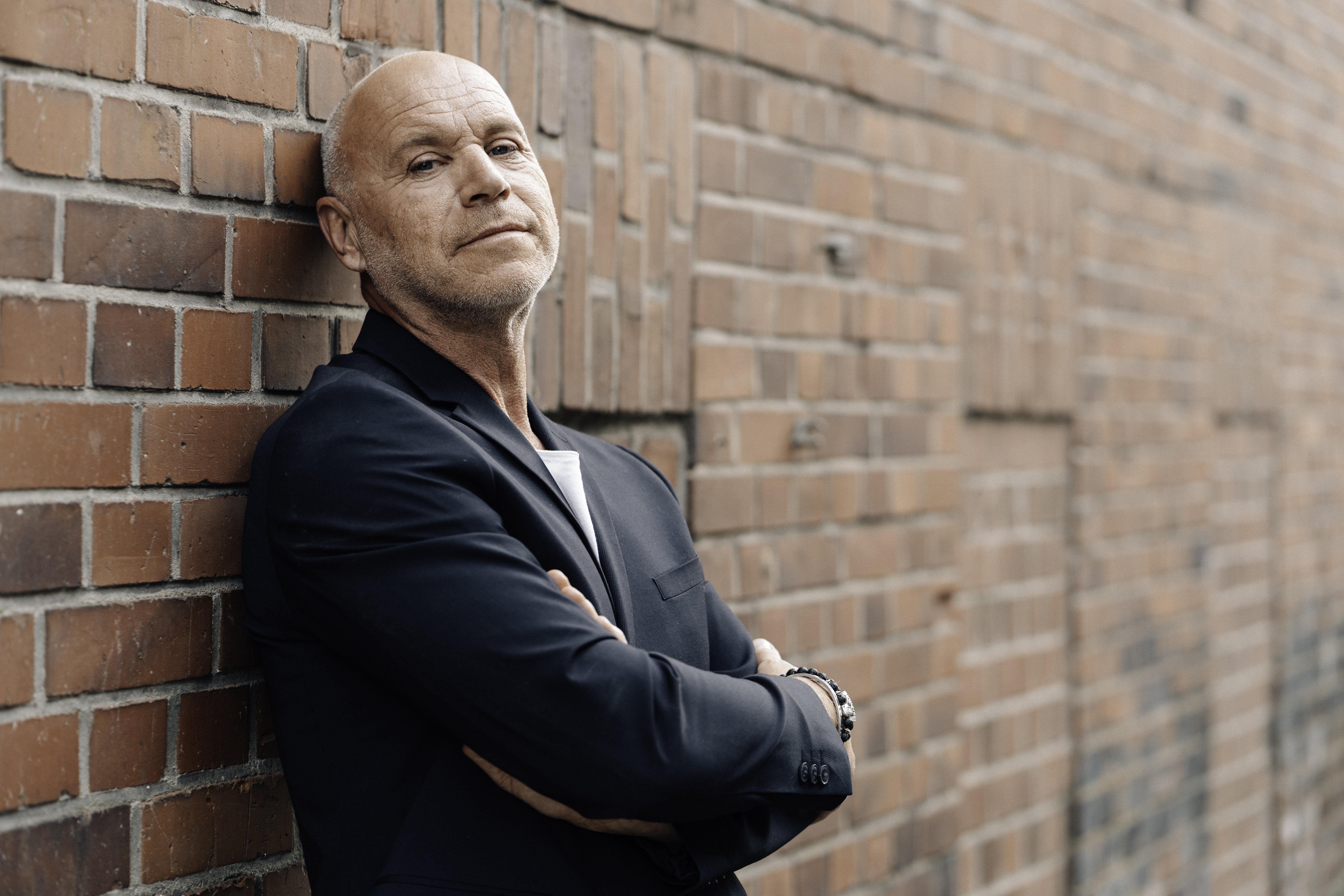
Olaf Henning (2020)

Olaf Henning (* 14. März 1968 in Mülheim an der Ruhr) ist ein deutscher Komponist und Schlagersänger.

## Karriere
Henning bekam als Schüler Klavierunterricht und gründete seine eigene Band. Daraufhin lernte er noch Schlagzeug und Gesang. Seine musikalische Karriere begann mit dem selbst komponierten Titel Ich bin nicht mehr dein Clown (Die Manege ist leer). Weitere Lieder wie Maddalena (mit Michael Holm), Alarmstufe Rot, Herzdame und Blinder Passagier folgten.
Mit über 5.000.000 verkauften CDs gehört Olaf Henning zu den erfolgreichen Schlagersängern Deutschlands.
Im Oktober 2000 gewann er mit seinem Titel Das Spiel ist aus (Game Over) die Monatswertung der ZDF-Hitparade. Im Dezember 2000 belegte er bei der ZDF-Jahreshitparade den dritten Platz. Sein Hit Cowboy und Indianer 2006 initiierte einen Tanz, den sogenannten Lasso-Tanz. Obwohl die erste Version bereits 2000 aufgenommen wurde, hatte sie erst mit dem Lasso-Tanz, der von den Mallorca Cowboys erfunden wurde, den Durchbruch.
Neben seinen musikalischen Aktivitäten betrieb Olaf Henning auch einen eigenen Musikclub, das Deluxe in Gelsenkirchen, in dem er unregelmäßig als Diskjockey auftrat. Seit 2020 ist Olaf Henning beim Label Zoom Music unter Vertrag und veröffentlichte im selben Jahr die Single Ich schwöre.
Seit 2022 arbeitet Olaf Henning mit einem neuen Management zusammen.
Am 13. Januar 2024 gab Olaf Henning seit langem wieder ein Solo-Konzert in der Turbinenhalle 2 in Oberhausen. Der Konzerttitel „2.0 - Alles auf Anfang“ dokumentierte musikalisch den Neuanfang unter neuem Management.

## Privates
Vor seiner Karriere als Musiker arbeitete er elf Jahre als Versicherungskaufmann. Seit Oktober 2010 lebt er am Klostersee in Burlo. Er ist aktiv für den Tierschutz sowie für den Solidarfonds NRW.
Von 2002 bis 2004 war er mit der Schlagersängerin Andrea Berg verheiratet. Aus seiner zweiten Ehe von 2005 bis 2017 hat er zwei Töchter.

## Diskografie

### Alben
| Jahr | Titel                      | Höchstplatzierung, Gesamtwochen, AuszeichnungChartplatzierungen (Jahr, Titel, Platzierungen, Wochen, Auszeichnungen, Anmerkungen) | Höchstplatzierung, Gesamtwochen, AuszeichnungChartplatzierungen (Jahr, Titel, Platzierungen, Wochen, Auszeichnungen, Anmerkungen) | Höchstplatzierung, Gesamtwochen, AuszeichnungChartplatzierungen (Jahr, Titel, Platzierungen, Wochen, Auszeichnungen, Anmerkungen) | Anmerkungen                                   |
| Jahr | Titel                      | DE | AT | CH | Anmerkungen                                   |
| ---- | -------------------------- | --- | --- | --- | --------------------------------------------- |
| 1999 | Die Manege ist leer        | DE51 (8 Wo.)DE | — | — | Erstveröffentlichung: 1999                    |
| 1999 | Das Party-Album            | DE100 (1 Wo.)DE | — | — | Erstveröffentlichung: 1999                    |
| 2000 | Alarmstufe Rot             | DE57 (3 Wo.)DE | — | — | Erstveröffentlichung: 2000                    |
| 2002 | Freunde                    | DE41 (1 Wo.)DE | — | — | Erstveröffentlichung: 11. März 2002           |
| 2013 | Jetzt oder Nie             | DE28 (3 Wo.)DE | — | — | Erstveröffentlichung: 26. Juli 2012 feat. Ibo |
| 2015 | Alles was ich immer wollte | DE56 (1 Wo.)DE | — | — | Erstveröffentlichung: 16. Januar 2015         |

Weitere Alben
- 2000: Schöne Bescherung
- 2001: Das Party-Album 2
- 2003: Best of Olaf Henning
- 2004: Echt Henning
- 2004: XXL - Die Maxis
- 2004: Das Partyalbum 3
- 2005: Total verboten
- 2005: Klingelton Album Olaf Henning
- 2006: 200 % – Die Remixe
- 2007: Alles erlaubt
- 2007: Das Partyalbum 4
- 2008: Vorhang auf
- 2008: Das Beste für Cowboys und Indianer
- 2009: Das Apres Ski Album
- 2009: Christmas Party
- 2009: Das Partyalbum 5 – der Discofox Megamix
- 2009: Lebensecht
- 2009: Endlos willenlos

### Singles
| Jahr | Titel Album                                                               | Höchstplatzierung, Gesamtwochen, AuszeichnungChartplatzierungen (Jahr, Titel, Album, Platzierungen, Wochen, Auszeichnungen, Anmerkungen) | Höchstplatzierung, Gesamtwochen, AuszeichnungChartplatzierungen (Jahr, Titel, Album, Platzierungen, Wochen, Auszeichnungen, Anmerkungen) | Höchstplatzierung, Gesamtwochen, AuszeichnungChartplatzierungen (Jahr, Titel, Album, Platzierungen, Wochen, Auszeichnungen, Anmerkungen) | Anmerkungen                                                        |
| Jahr | Titel Album                                                               | DE | AT | CH | Anmerkungen                                                        |
| ---- | ------------------------------------------------------------------------- | --- | --- | --- | ------------------------------------------------------------------ |
| 1998 | Herzdame Die Manege ist leer                                              | DE93 (1 Wo.)DE | — | — | Erstveröffentlichung: 1998                                         |
| 1998 | Ich bin nicht mehr dein Clown (… die Manege ist leer) Die Manege ist leer | DE94 (1 Wo.)DE | — | — | Erstveröffentlichung: 1998                                         |
| 1999 | Blinder Passagier Die Manege ist leer                                     | DE61 (3 Wo.)DE | — | — | Erstveröffentlichung: 29. März 1999                                |
| 1999 | Echt Kacke! Das Party-Album                                               | DE99 (2 Wo.)DE | — | — | Erstveröffentlichung: 1999                                         |
| 2000 | Cowboy und Indianer Alarmstufe Rot                                        | DE79 (1 Wo.)DE | — | — | Erstveröffentlichung: 2. Oktober 2000                              |
| 2001 | Maddalena 2001 (Du Luder) –                                               | DE55 (5 Wo.)DE | — | — | Erstveröffentlichung: 27. August 2001                              |
| 2002 | Solange wir leben –                                                       | DE90 (1 Wo.)DE | — | — | Erstveröffentlichung: 4. November 2002                             |
| 2006 | Cowboy und Indianer [Remix 2006] 200% Das Remix-Album                     | DE50 (9 Wo.)DE | — | — | Erstveröffentlichung: 2006                                         |
| 2008 | Cowboy und Indianer [Hit Version] Das Beste für Cowboys & Indianer        | DE6 (35 Wo.)DE | AT12 Gold · (24 Wo.)AT | CH65 (7 Wo.)CH | Erstveröffentlichung: 11. Januar 2008                              |
| 2008 | Jungfrauenchor –                                                          | DE79 (1 Wo.)DE | — | — | Erstveröffentlichung: 26. September 2008 mit De Laatbleujers       |
| 2009 | So eine Nacht Lebensecht                                                  | DE83 (2 Wo.)DE | — | — | Erstveröffentlichung: 10. Juli 2009                                |
| 2012 | Freundschaftsring Hautnah                                                 | DE73 (1 Wo.)DE | — | — | Erstveröffentlichung: 28. September 2012 mit Anna-Maria Zimmermann |

Weitere Singles
- 2000: Bin ich vielleicht der Weihnachtsmann
- 2000: Das Spiel ist aus (Game Over)
- 2001: Alarmstufe Rot (Der Remix)
- 2001: Merry Christmas
- 2003: Wieder mal verliebt
- 2003: Endlich zuhause
- 2003: Im Zweifel für den Angeklagten
- 2003: Wieder mal verliebt
- 2004: Schick mir die Rechnung
- 2004: Cowboy und Indianer 2004
- 2004: Ich will nachhause zu Mama
- 2005: Cowboy und Indianer 2005
- 2005: Traumprinz
- 2007: Für heute für morgen für immer
- 2009: S.O.S. – Herz in Not
- 2009: Durch Dick und Dünn
- 2010: Noch ’ne Runde
- 2012: Dieser DJ ist ’ne Pfeife
- 2013: Bungalow in Santa Nirgendwo
- 2015: Ungewöhnlich
- 2016: Mein großer Hit
- 2017: Eyo
- 2018: Der schönste Ort der Welt (Wellenreiter-Mix)
- 2018: Besser geht’s nicht
- 2019: Sternenhimmel
- 2020: Ich schwöre
- 2021: Mr. Perfect (CH: Gold)

### Videoalben
- 2000: Henning in Concert
- 2004: Volles Programm
- 2015: Alles was ich immer wollte

## Preise und Auszeichnungen
- 1997: Goldene Schlagernote ATM Gremium „Song des Jahres, Clown“
- 2000: Platz 1 ZDF Hitparade mit Game over
- 2004: Beschäftigungsförderpreis überreicht von Ministerpräsident NRW „Beschäftigungsförderpreis“
- 2006: Top of the Mountain Award „Best Partyschlager“
- 2006: Charity Award Lions Club
- 2010: Top of the Mountains Award „Best new Song“
- 2010: Top of the Mountains Award „Best Live-Act“
- 2010: Ballermann-Award in der Kategorie „Bester Live-Act“
- 2011: Schlagersaphir „Bester Liveact“
- 2012: Ballermann-Award in der Kategorie „Bester Party-Act“
- 2012: German DJ Award „Bestes Schlagerduo“
- 2013: Goldene Schallplatte in Österreich für 15.000 verkaufte Singles Cowboy und Indianer
- 2014: Solidarfonds NRW „Ehren Award“
- 2014: Top of the Mountain Award „Best Album“
- 2019: Ballermann-Award in der Kategorie „Jubiläums Award“
- 2019: Ballermann Ehren Award „20 Jahre Olaf Henning“
- 2019: Imago Award Österreich/Südtirol „Bester deutscher Liveact im Aires Ski“
- 2020: Spotify Award für 30.000.000 Streams in der Kategorie „Deutscher Schlager“

## Belege
1. ↑  Marc Wegerhoff: Olaf Henning endlich wieder bestens aufgestellt - Neues Management. In: fezz.tv. 6. Februar 2023, abgerufen am 6. Februar 2023.
2. ↑  Ute Brüning: Live-Konzert zum Finale des Jubiläums von Olaf Henning. 14. Januar 2024, abgerufen am 3. April 2024 (deutsch).
3. ↑  Simone Jülicher: Andrea Berg und Vanessa Mai feiern Duett-Premiere: Fans „fehlen die Worte“ – Das ist Andrea Berg. In: DerWesten. 7. August 2022, abgerufen am 22. Februar 2023.
4. ↑  Schlagerstar Olaf Henning getrennt und neu verliebt. In: t-online.de. 28. April 2018, abgerufen am 22. Februar 2023.
5. 1 2  Chartquellen: DE AT CH
6. ↑  Auszeichnungen für Musikverkäufe: AT CH

| Personendaten    | Personendaten                              |
| ---------------- | ------------------------------------------ |
| NAME             | Henning, Olaf                              |
| KURZBESCHREIBUNG | deutscher Schlagersänger und Songschreiber |
| GEBURTSDATUM     | 14. März 1968                              |
| GEBURTSORT       | Mülheim an der Ruhr                        |